# 1644
Cette page concerne l'année 1644  du calendrier grégorien.
L'année 1644 est une année bissextile qui commence un vendredi.

## Événements
- 8 février : le chef des paysans révoltés Li Zicheng proclame la dynastie Shun en Chine[1]
- 29 février[2] : Abel Tasman part de Batavia pour explorer les côtes nord et ouest de l'Australie (fin en août 1644)[3].
- 3 mars : Har Rai devient chef religieux des Sikhs (fin en 1661)[4].

- Printemps : l'expédition russe de Vassili Poïarkov descend le cours de la Zeïa et atteint les confins de la Mandchourie sur le fleuve Amour, à l'embouchure duquel il hiverne[5].

- 24 avril, Chine : le chef des révoltés chinois Li Zicheng, qui s'est proclamé empereur le 8 février, marche sur Pékin. L'empereur Ming Chongzhen, abandonné, se pend (25 avril)[6]. À la frontière, le chef militaire, Wu Sangui conclut un armistice avec les Mandchous qui lui fournissent des troupes. Li Zicheng propose à Wu Sangui de partager le pouvoir. Celui-ci refuse et de dépit, Li Zicheng fait massacrer sa famille.

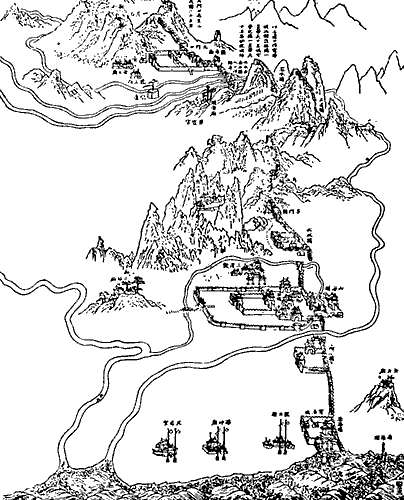
27 mai : les Mandchous envahissent la Chine à la passe de Shanhaiguan.

- 27 mai : Wu Sangui et les Mandchous mettent les rebelles en déroute à la passe de Shanhaiguan, sur la Grande Muraille[7].
- 6 juin : l’armée mandchoue investit Pékin et proclame empereur Fulin, le neveu de Huang Taiji sous le nom de Shunzhi et sous la régence de ses oncles Hooge et Dorgon[8]. Wu Sangui accepte la vice-royauté du Shaanxi d'où il chasse Li Zicheng puis le tue. Les Ming résistent dans le Sud-Est (fin en 1661).
- 8 novembre : couronnement à Pékin du jeune empereur de Chine Shunzhi[9]. La dynastie Qing règne sur la Chine jusqu'en 1912.

- 10 novembre : accords de Goa. Le Portugal reconnaît l'annexion de Galle et Negombo à Ceylan par les Néerlandais[10].

- Asie centrale : Abulghazi Bahadur (Abu'l Ghazi Bahadur), est proclamé khan de Khiva (fin de règne en 1663)[11].

### Amérique
- 3 janvier-25 février : expédition envoyée par l'amiral don Pedro Porter y Casanate en Californie[12].
- 24 mars : le pasteur Roger Williams obtient une charte pour la colonie du Rhode Island[13].
- 30 mars, Québec : les chiens, dont la fameuse chienne Pilote, dénichent des Iroquois cachés dans les alentours de Ville-Marie. Maisonneuve prépare l’attaque. Il s’avère cependant que les Iroquois sont au nombre de 200. Les Français doivent rapidement battre en retraite[14].
- 18 avril : attaque indienne en Virginie. 500 colons sont tués[15].
- 6 mai, Brésil : Jean-Maurice de Nassau-Siegen, gouverneur de Nouvelle-Hollande, territoires côtiers occupés par les Hollandais au Brésil depuis 1630, démissionne pour protester contre l'exploitation à outrance du pays menée par la Compagnie hollandaise des Indes occidentales. Il embarque pour l'Europe le 22 mai. Dès son départ, les colons portugais soutenus par le Portugal (redevenu indépendant de l'Espagne en 1640), se soulèvent contre le pouvoir hollandais[16].

- Migration de Puritains virginiens vers le Maryland (1644-1649)[17].

### Europe
- 11 mars : prise de Košice par Georges Rakóczi, qui contrôle toute la Haute-Hongrie au printemps[18].
- 17 mars : défaite des troupes pontificales du cardinal Antonio à Lagoscuro, près de Ferrare[19].
- 31 mars : le traité de Ferrare met fin à la guerre de Castro entre Urbain VIII et le duc de Parme grâce à l'aide diplomatique française[20].

- 10 mai : Mercy prend Überlingen[21].
- 26 mai : victoire du Portugal sur l'Espagne à la bataille de Montijo[22].
- 9 juin : l'empereur Ferdinand III érige en duché la principauté d'Aremberg[23].

- 1er juillet : bataille navale du Fehmarn Belt[24].

- 29 juillet :
  - Mercy prend Fribourg-en-Brisgau[21].

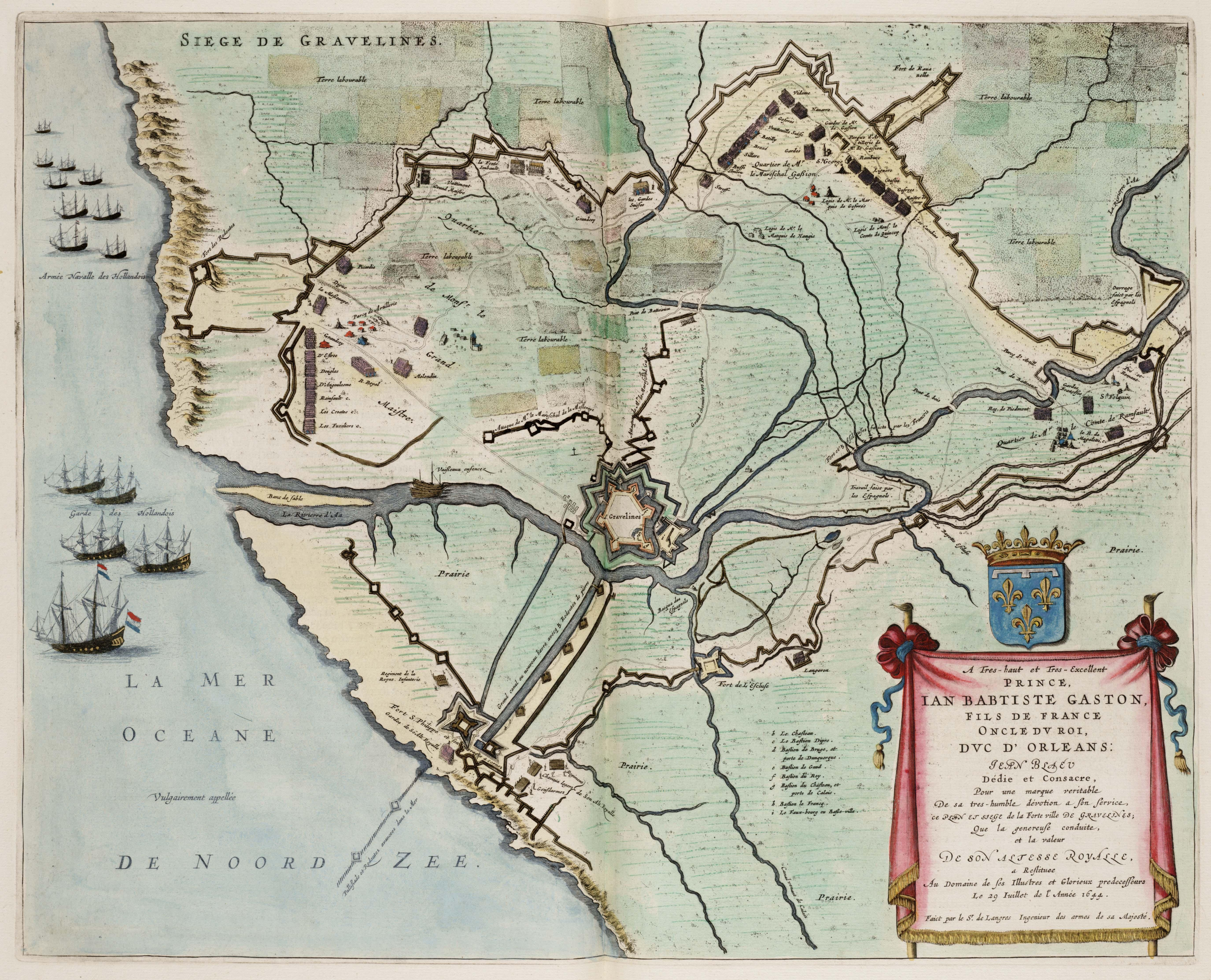
29 juillet : prise de Gravelines.

  - Prise de Gravelines par Gaston d'Orléans[25].
- 31 juillet : reconquête de Lérida par l'Espagne[26].

- 3-5 août : Turenne et le duc d'Enghien sont difficilement victorieux des impériaux de Mercy à la bataille de Fribourg[21].

- 12 septembre : Condé prend Philippsburg ; Turenne libère la rive gauche du Rhin et ravage la Souabe[21].
- 14 septembre : ouverture de la conférence de Tyrnau entre la maison d'Autriche et la Transylvanie avec la médiation du roi de Pologne[18]. Avec l’aide de la France et de la Suède, le prince de Transylvanie Georges Rakóczi a envahi la Haute-Hongrie au printemps. L’empereur Ferdinand III est contraint d'accepter la plupart des exigences de Rakóczi, dont une totale liberté religieuse pour tous les Hongrois placés sous l’autorité des Habsbourg (paix de Linz, 1645).
- 15 septembre : début du pontificat d'Innocent X (fin en 1655). Il est élu contre la volonté de Mazarin[27].
- 28 septembre : les chevaliers de Malte s'emparent, après un rude combat, de La Sultane, un grand galion qui transportait de Constantinople à Alexandrie une sultane turque, Zafira, et son fils Osman, pour un pèlerinage à la Mecque[28]. Le sultan Ibrahim Ier prend ce prétexte pour déclarer la guerre à Venise, protectrice de l'ordre de Malte[29]. Il envisage une attaque contre Malte ; il demande l'aide de ses vassaux d'Alger qui la refusent ; l'affaire de Valona est encore dans tous les esprits ; la défection d'Alger oblige le Sultan à renoncer à l'attaque et à porter ses efforts sur la Crète[30].

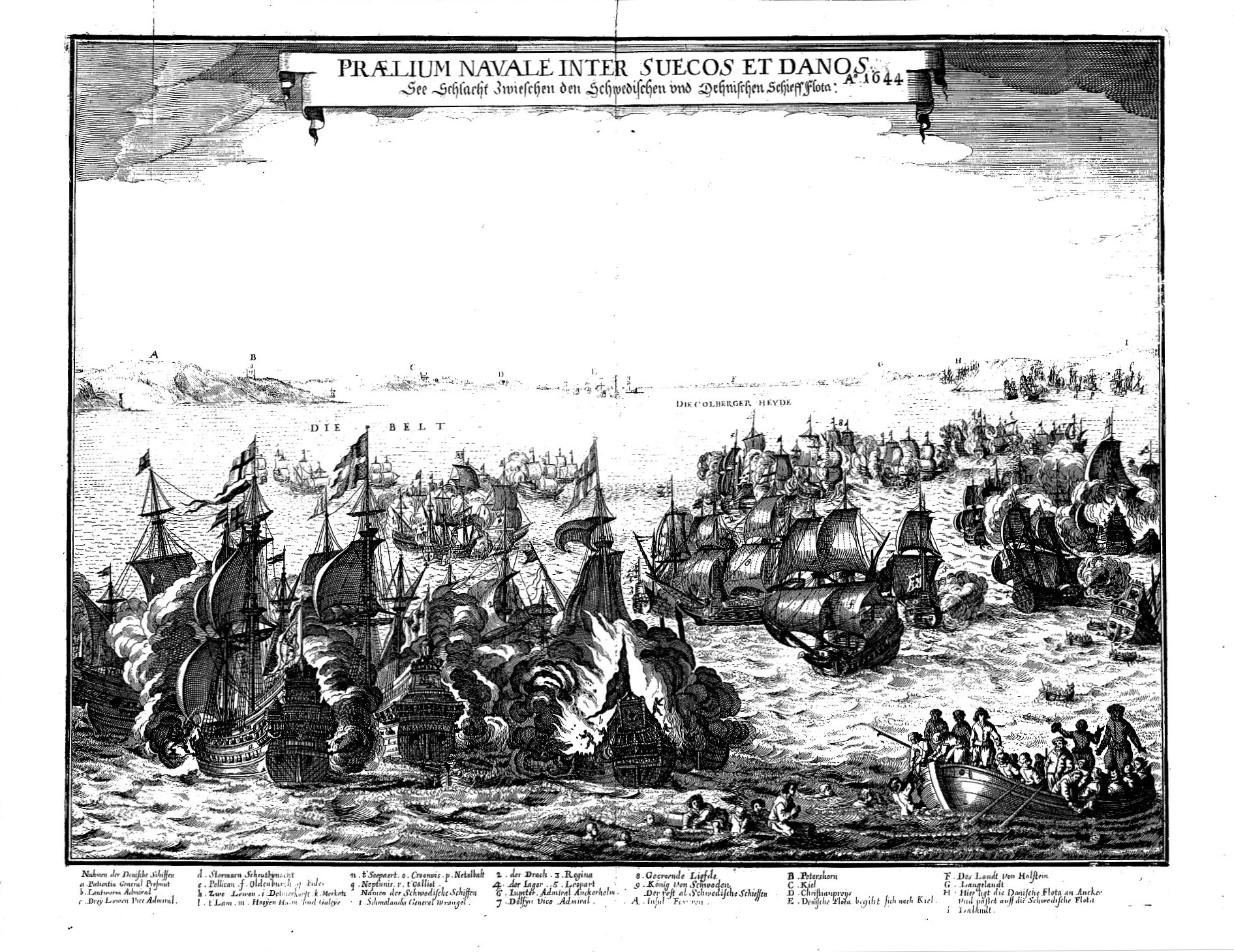
13 octobre : bataille de Fehmarn.

- 13 octobre : victoire navale écrasante des flottes hollandaise et suédoise sur les Danois dans le détroit de Fehmarn[31].

- 23 novembre : les Suédois de Torstenson rattrapent les Impériaux devant Jüterbog, près de Wittemberg. La cavalerie du général Hatzfeld est décimée. Les Suédois de Königsmarck, chassés du Mecklembourg par Frédéric du Danemark, battent sévèrement les impériaux de Gallas à Magdebourg en décembre[32].
- 4 décembre : ouverture du congrès de Westphalie, à Münster pour les catholiques et à Osnabrück pour les protestants[33].
- 18 décembre : Christine de Suède atteint sa majorité (18 ans)[34]. Elle prend le pouvoir et s’oppose au chancelier Axel Oxenstierna. Il perd son influence, mais reste chancelier jusqu’à sa mort en 1654.

#### Îles britanniques
- 25 janvier : l’armée parlementaire repousse les catholiques irlandais venus soutenir le roi à Nantwich[35].
- 21 mars : victoire royaliste du prince Rupert à Newark[36].
- 29 mars : victoire des Parlementaires de William Waller à la bataille de Cheriton (en)[37].
- 22 avril[31]-16 juillet : siège et prise de York par les Parlementaires[35].
- 29 juin : victoire royaliste à la bataille de Cropredy Bridge (en)[38].

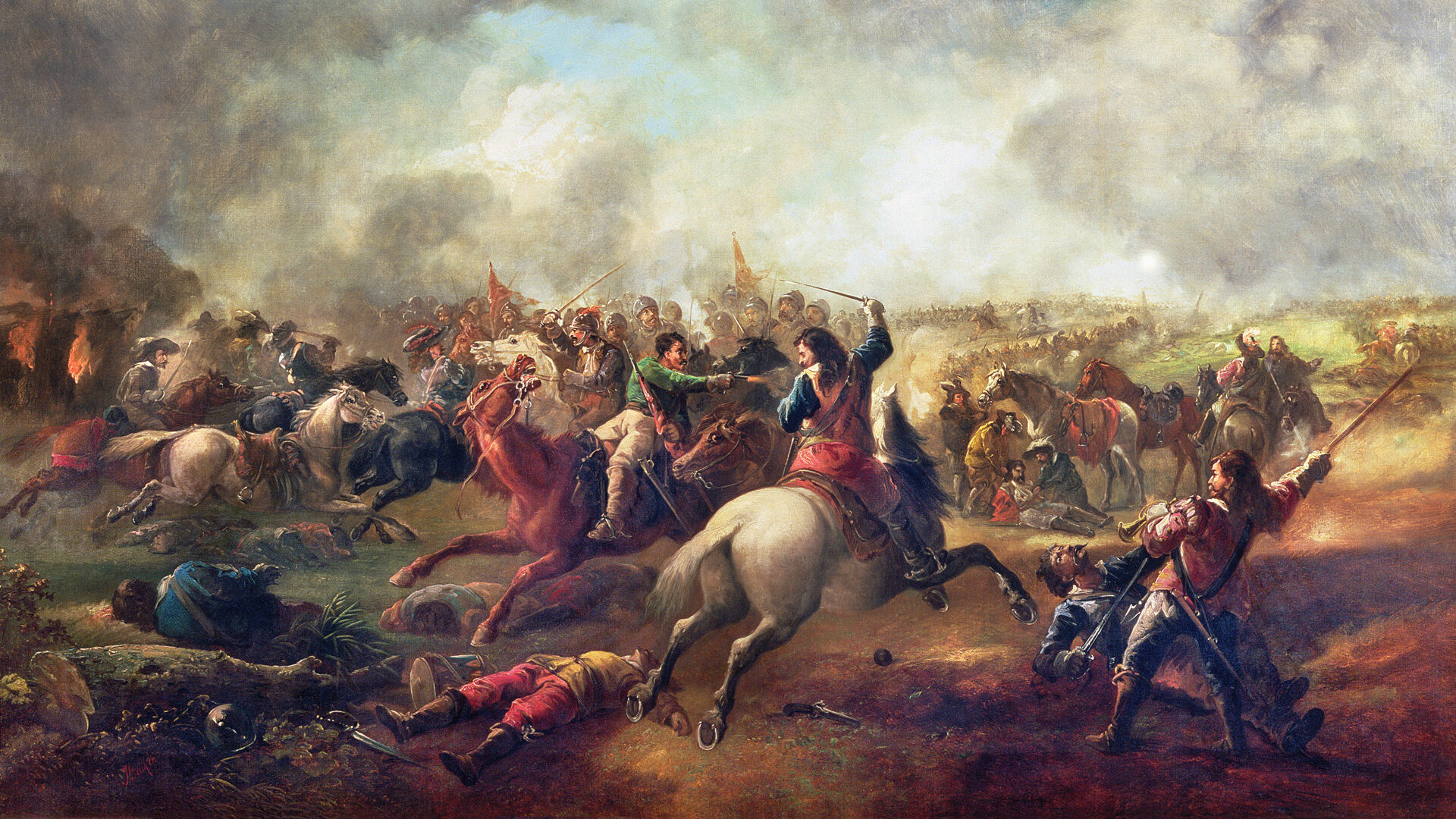
2 juillet: Bataille de Marston Moor.

- 2 juillet : victoire des troupes du Parlement et des Écossais à la bataille de Marston Moor, où se révèlent Cromwell et Fairfax[35]. Ils occupent le nord de l’Angleterre.
- 1er septembre : à Tippermuir (en), James Graham, marquis de Montrose, et les royalistes écossais battent les covenantaires[31].
- 2 septembre : à la suite de la seconde bataille de Lostwithiel (en) (Cornouailles), le sud-ouest de l’Angleterre passe sous contrôle royal[39].
- 13 septembre : les royalistes écossais battent les covenantaires à Aberdeen[31].
- 27 octobre : victoire des Parlementaires à la seconde bataille de Newbury[35].
- 19 décembre : la Chambre des communes passe le Self-denying Ordinance[40].

## Naissances en 1644
- 22 mars : Otto Mencke, mathématicien et professeur allemand († 18 janvier 1707).

- 12 avril : Jean Jouvenet, peintre et décorateur français († 5 avril 1717).
- 17 avril : Abraham Storck, peintre de marine néerlandais († 8 avril 1708).

- 2 mai : Robert Cotton, homme politique anglais († 17 septembre 1717).

- 16 juin : Henriette d'Angleterre, fille de Charles Ier Stuart, Roi d'Angleterre et Henriette Marie de France († 30 juin 1670).

- 12 juillet : Nicolas Rabon, peintre français († 25 février 1686).
- 21 juillet : Domenico Bettini, peintre baroque italien († 1705).

- 6 août : Louise de La Vallière, à Tours († 6 juin 1710).
- 12 août : Heinrich Ignaz Franz Biber, musicien allemand († 3 mai 1704).
- 16 août : François-Timoléon de Choisy, futur abbé, à Paris († 2 octobre 1724).

- 6 septembre : Joan Cabanilles, organiste et compositeur espagnol († 29 avril 1712).
- 25 septembre : Ole Christensen Rømer, astronome danois qui mesurera la vitesse de la lumière († 17 septembre 1710).

- 21 décembre : Tomás de Torrejón y Velasco, compositeur et organiste espagnol de la période baroque († 23 avril 1728).
- 29 décembre : Philips van Almonde, amiral néerlandais († 6 janvier 1711).

- Date précise inconnue :
  - Matsuo Munefusa, poète japonais connu sous le nom de Basho († 28 novembre 1694).
  - Marziale Carpinoni, peintre baroque italien († 1722).
  - Nicolas Colombel, peintre français († 27 mai 1717).
  - Antonio Stradivari, luthier italien († 18 décembre 1737).
  - Johann Jacob Zimmermann, théologien, mathématicien et astronome allemand († 1693).

## Décès en 1644
- 17 janvier : Claude Dausque, humaniste, helléniste, érudit et religieux, chanoine à Tournai (° 4 décembre 1566).
- 20 janvier :
  - Stefano Amadei, peintre baroque italien (° 20 janvier 1580).
  - Henry Danvers, 1er comte de Danby (° 28 juin 1573).

- 9 février : Lope Díez de Armendáriz, vice-roi de la Nouvelle-Espagne (° 1575).
- 17 février : Johannes Torrentius, peintre néerlandais (° 1589).
- 25 février : Agostino Tassi, peintre italien du maniérisme tardif (° vers 1580).

- 15 mars : Louise-Juliana d'Orange-Nassau, fille de Guillaume Ier d'Orange-Nassau et de Charlotte de Montpensier (° 31 mars 1576).
- ? mars : George Sandys, voyageur, traducteur, colonisateur, auteur religieux et poète anglais (° 2 mars 1578).
- 8 avril : Axular, auteur navarrais de langue basque (° 1555).
- 10 avril : William Brewster, prédicateur de la Colonie de Plymouth (° vers 1566).
- 25 avril : Chongzhen, dernier empereur de la dynastie Ming (° 6 février 1611).

- 23 mai : François Van der Burch, évêque de Gand, archevêque de Cambrai, prince du Saint-Empire, duc de Cambrai, comte du Cambrésis (° 26 juillet 1567).

- 14 juin : Jean Toutin, peintre, orfèvre et émailleur français (° 1578).
- 17 juin : João Poinsot (Jean de Saint-Thomas), dominicain, professeur à l’université d’Alcala et confesseur de Philippe IV d'Espagne  (° 9 juillet 1589).
- 18 juin : Wouter Crabeth II, peintre néerlandais (° 1594).

- 7 juillet : Hedwige de Hesse-Cassel, princesse de Hesse-Cassel (° 30 juin 1569).
- 9 juillet : Giulio Savelli, cardinal italien (° 1574).
- 16 juillet : Giovanni Bilivert, peintre italien (° 25 août 1585).
- 23 juillet : Giovanni Battista Bertusio, peintre baroque italien de l'école de Bologne (° 20 mai 1577).
- 29 juillet : Maffeo Barberini, pape sous le nom d'Urbain VIII, dit Urbanus octavus (° 5 avril 1568).

- 6 août : Nicolas Bourbon, homme d'Église et poète français néolatin (° 1574).
- 12 août : Doi Toshikatsu, fonctionnaire de haut rang du shogunat Tokugawa durant les premières années de l'époque d'Edo (° 19 avril 1573).

- 4 septembre : Johannes Wtenbogaert, pasteur protestant néerlandais (° 11 février 1557).
- 7 septembre : Guido Bentivoglio, cardinal, historien et homme politique italien (° 4 octobre 1577).
- 8 septembre : Antonio Mira de Amescua, poète et dramaturge espagnol (° 17 janvier 1577).

- 21 novembre : Gaspard de Seguiran, religieux jésuite français (° 29 septembre 1569).
- 27 novembre : Francisco Pacheco, peintre, théoricien de l'art et théologien espagnol (° 3 novembre 1564).

- 5 décembre : Théophane III de Jérusalem, patriarche orthodoxe de Jérusalem (° 1570).

- Date précise inconnue :
  - Georges Baussonet, architecte, dessinateur, graveur et poète français (° 1577).
  - Gian Francesco Biondi, diplomate, historien et écrivain italien (° 1572).
  - Seathrún Céitinn, prêtre, poète et historien irlandais (° 1569).
  - Robert Ramsey, compositeur et organiste écossais (° vers 1590).
  - Claudio Ridolfi, peintre italien (° 1560).
  - Cristóbal Suárez de Figueroa, écrivain espagnol (° 1571).
  - Claude d'Urre, maréchal des logis de la Garde suisse de Monsieur, frère du Roi (° 1577).

- Vers 1644 :
- Giovanni Battista Calandra, artiste-mosaïste italien, surtout actif au Vatican (° 1568).